# 日光市立東原中学校
日光市立東原中学校（にっこうしりつ ひがしはらちゅうがっこう）は、栃木県日光市平ケ崎にある公立中学校。

## 沿革
出典
- 1983年
  - 4月1日 - 今市中学校から分離し、今市市立東原中学校として開校。当初は校舎が未完成であったため、今市中学校で授業を行う。
  - 8月17日 - 新校舎完成。
  - 8月25日 - 新校舎で第2学期始業式を行う。
- 1984年
  - 1月5日 - 体育館完成。
  - 3月13日 - 開校記念式、校旗・校歌（作詞：細井忠夫、作曲：永岡国雄）を制定。
- 1985年4月24日 - 文部省から心身障害児理解推進校に指定される。
- 1991年4月25日 - 文部省からコンピュータ利用等に関する研究校に指定される。
- 2003年9月 - 武道場（柔剣道場）完成。
- 2006年3月20日 - 市町村合併により校名を日光市立東原中学校と改称。
- 2007年4月 - 文部科学省から、高等学校・中学校「人間としての在り方生き方を考える教育」実践研究事業実施校に指定される。
- 2008年4月 - 文部科学省から、道徳教育実践研究事業実施校に指定される。
- 2025年4月 - 小来川中学校を統合

## 部活動
出典

### 運動部
- 野球部
- サッカー部
- バスケットボール部
- 卓球部
- ソフトテニス部
- ホッケー部
- 剣道部

### 特設部
希望者の有無並びに大会引率の可否に応じて開設する
- 陸上競技部・駅伝競走部
- 卓球部（女子）
- 水泳部

### 文化部
- 吹奏楽部

## 通学区域
日光市
- 今市の一部
- 中央町の一部
- 瀬川の一部
- 今市本町

- 並木町
- 平ケ崎
- 千本木
- 下の内

- 吉沢
- 室瀬
- 土沢の一部

### 進学前小学校
- 日光市立今市小学校の一部
- 日光市立今市第三小学校の一部
- 日光市立南原小学校の一部

## 著名な卒業生
- 塚越広大 - レーシングドライバー[5]